# Alaeddine Zouhir
Ala Eddine Ben Ajmi Zouhir, meglio noto come Alaeddine Zouhir (in arabo علاء الدين زهير‎?; Tunisia, 7 marzo 2000), è un calciatore tunisino naturalizzato emiratino, difensore dell'Al-Wahda .

## Carriera
Nato in Tunisia nel 2000 Zouhir cresce nel settore giovanile della squadra del Monastir. Proprio con la maglia del Monastir ha fatto il suo esordio fra i professionisti il 21 novembre 2018, giocando titolare nella sfida valida per il Championnat de Ligue Professionelle 1 2018-2019 contro l' Espérance.
Nell'estate del 2020 lascia il Monastir e la Tunisia per trasferirsi negli Emirati Arabi Uniti dove firma un contratto con la squadra dell'Al-Wahda. Fa il suo esordio con la squadra emiratina, il 21 novembre 2020, subentrando nei minuti finali della partita contro l'Ajman.
Nell'agosto del 2023 ha ottenuto la cittadinanza degli Emirati Arabi Uniti.

## Statistiche

### Presenze e reti nei club
Statistiche aggiornate al 28 settembre 2024.
| Stagione        | Squadra         | Campionato      | Campionato | Campionato | Coppe nazionali | Coppe nazionali | Coppe nazionali | Coppe continentali | Coppe continentali | Coppe continentali | Altre coppe | Altre coppe | Altre coppe | Totale | Totale |
| Stagione        | Squadra         | Comp            | Pres       | Reti       | Comp            | Pres            | Reti            | Comp               | Pres               | Reti               | Comp        | Pres        | Reti        | Pres   | Reti   |
| --------------- | --------------- | --------------- | ---------- | ---------- | --------------- | --------------- | --------------- | ------------------ | ------------------ | ------------------ | ----------- | ----------- | ----------- | ------ | ------ |
| 2018-2019       | Monastir        | CLP1            | 18         | 2          | CT              | 2               | 0               | -                  | -                  | -                  | -           | -           | -           | 20     | 2      |
| 2019-2020       | Monastir        | CLP1            | 10         | 0          | CT              | 0               | 0               | -                  | -                  | -                  | -           | -           | -           | 18     | 0      |
| Totale Monastir | Totale Monastir | Totale Monastir | 28         | 2          |                 | 2               | 0               |                    | 0                  | 0                  |             | 0           | 0           | 30     | 2      |
| 2020-2021       | Al-Wahda        | PL              | 7          | 0          | CEAU+CdL        | 1+0             | 0+0             | ACL                | 0                  | 0                  | -           | -           | -           | 8      | 0      |
| 2021-2022       | Al-Wahda        | PL              | 16         | 0          | CEAU+CdL        | 4+4             | 0+0             | ACL                | 0                  | 0                  | -           | -           | -           | 24     | 0      |
| 2022-2023       | Al-Wahda        | PL              | 16         | 3          | CEAU+CdL        | 2+0             | 0+0             | -                  | -                  | -                  | ACC         | 7           | 1           | 25     | 4      |
| 2023-2024       | Al-Wahda        | PL              | 24         | 1          | CEAU+CdL        | 1+7             | 0+0             | -                  | -                  | -                  | -           | -           | -           | 32     | 1      |
| 2024-2025       | Al-Wahda        | PL              | 23         | 1          | CEAU+CdL        | 1+2             | 0+0             | -                  | -                  | -                  | QESC        | 1           | 0           | 27     | 0      |
| Totale Al Wahda | Totale Al Wahda | Totale Al Wahda | 86         | 5          |                 | 22              | 0               |                    | 0                  | 0                  |             | 8           | 1           | 116    | 6      |
| Totale carriera | Totale carriera | Totale carriera | 114        | 7          |                 | 24              | 0               |                    | 0                  | 0                  |             | 8           | 1           | 125    | 8      |

## Palmarès

### Club
- UAE Arabian Gulf Cup: 1

Al-Wahda: 2023-24
- Qatar-UAE Challenge Cup: 1

Al-Wahda: 2024-2025